# Высоцкая, Ирэна Алексеевна
Ирэна Алексеевна Высоцкая (род. 9 декабря 1953, Мукачево, Закарпатская область) — русская детская писательница, журналист, двоюродная сестра Владимира Высоцкого.

## Биография
Ирэна Высоцкая родилась в 1953 году в семье кадрового военного, журналиста и литератора Алексея Высоцкого.
С 1956 года живёт в Москве.
В 1977 году окончила факультет журналистики Московского государственного университета.
Автор книг для детей и юношества «Дары подземного мага» (2002), «Секрет Мурлысина», «Мерцающий остров», «Роза хаоса», альбома для школьников «Шедевры русской живописи» (2003).
В 2005 году издала книгу воспоминаний «Мой брат Высоцкий. У истоков» о детских годах Владимира Семёновича Высоцкого, в которой было впервые в книжной форме опубликовано подробное генеалогическое древо семьи Высоцких, составленное на основе семейных материалов и исследований киевских краеведов Вадима Ткаченко и Михаила Кальницкого. Книга была переведена на польский язык (2007), второе (расширенное) издание на русском языке вышло в 2008 году.
Под редакцией и с предисловием И. А. Высоцкой в 2010 году вышла документальная трилогия Алексея Высоцкого «Весна в Берлине».
Член Союза журналистов СССР и Союза писателей России.

### Семья
- Брат — Александр Алексеевич Высоцкий (1945—1992), журналист, писатель, мастер спорта международного класса по академической гребле, серебряный призёр чемпионата мира 1970 года в Сент-Кэтринсе (Канада) в восьмёрке.[2][3][4]
- Муж — Александр Михайлович Шелепанов (1954—1999), журналист.

## Книги Высоцкой
- Дары подземного мага: повесть-сказка. Москва: Астрель, 2002.
- Шедевры русской живописи. Серия «Детский музей. Русская живопись» (с В. Порудоминским и Н. Кондратович). Москва: Русское энциклопедическое товарищество, 2003. — 5000 экз. ISBN 5-901227-25-5
- Мой брат Высоцкий. У истоков (в книге — около 100 фотографий из семейного архива). Москва: Ризалт, 2005; 2-е (дополненное) издание — там же, 2008; 3-е издание — Мой брат Владимир Высоцкий. У истоков таланта. М.: Астрель, 2012.
- Irena Wysocka. Mój brat Wysocki. U źródeł. Перевод на польский язык Дануты Сиесс-Кжишковской (Danuta Siess-Krzyszkowska). Краков: Collegium Columbinum, 2007.
- Высоцкий А. В. На грани подвига, на грани смерти / Составитель — И. А. Высоцкая. — Издательский центр Краснодарского регионального отделения Русского географического общества, 2017. — 428 с. — ISBN 5889720120.